# Черниговка (Гульрипшский район, Ганахлеба)
Черниговка или Адзина (абх. Аӡына, груз. ჩერნიგოვკა) — село в Абхазии, в Гулрыпшском районе частично признанной Республики Абхазия, согласно административному делению Грузии — в Гульрипшском муниципалитете Абхазской Автономной Республики.

## Население
В 1959 году в селе Черниговка жило 158 человек, в основном армяне (в Ганахлебском сельсовете в целом — 1665 человек, в основном грузины, а также армяне и русские). В 1989 году в селе жило 217 человек, в основном грузины, а также армяне и русские.